# Provincia de Amazonas (Brasil)
La provincia de Amazonas (en portugués: província do Amazonas) fue una unidad administrativa y territorial del Imperio del Brasil, creada a partir de los territorios occidentales de la provincia del Gran Pará después de haber luchado al lado del Imperio en el cabanagem, recibiendo como recompensa su autonomía en 1850. Luego de la proclamación de la República el 15 de noviembre de 1889 pasó a convertirse en el actual estado de Amazonas.

## Toponimia
La provincia recibió el nombre Amazonas debido al gran río que cruza la región, el cual fue denominado así en honor a las mujeres guerreras indígenas que lucharon contra los españoles cuando Francisco de Orellana descendió desde los Andes por el actual río Amazonas en 1541 buscando oro; por aquel entonces el cuerpo de agua dulce era llamado Río Grande, Mar Dulce o incluso río de la Canela, debido a los grandes árboles de canela existentes en la región. Sin embargo, el nombre dado al río principal era el río de las Amazonas. El relato de la victoriosa resistencia de las mujeres indígenas contra los invasores españoles fue tan relevante que el rey español Carlos V tomó nota del hecho en sus crónicas. Ellos llegaron a ser llamados «Amazonas», inspirada en las legendarias guerreras hititas. Amazonas es el nombre dado por los griegos a las mujeres guerreras. En el libro Matriarchat in Südchina: Eine Forschungsreise zu den Mosuo (Taschenbuch), la autora Heide Göttner-Abendroth revela que la palabra en sí significaría «madre», «sociedad matriarcal» o «cultura matriarcal».

## Historia

### Antecedentes
Lo que se reconoce hoy en día como Amazonia brasileña, en los primeros años del siglo XVII se llamaba Estado colonial del Maranhão y la única ciudad existente en la zona era la de São Luís, que concentraba todo el poder del Estado. Las regiones centrales y occidentales estaban ocupados solo por órdenes religiosas que se subdividían en áreas de las misiones y asentamientos de acción de los jesuitas, carmelitas, dominicos y franciscanos, que variaba con el tiempo, sobre todo desde el fin de la Compañía de Jesús en el mediano el siglo XVIII. En los tiempos en que las órdenes religiosas dominaban el interior del valle del Amazonas, el Gobierno del Estado de Maranhão promovió la distribución de tierras a individuos para que establecieran sus propias capitanías. En este contexto, dos tipos distintos de capitanías fueron fundadas: las Capitanías Reales y las Capitanías Particulares.

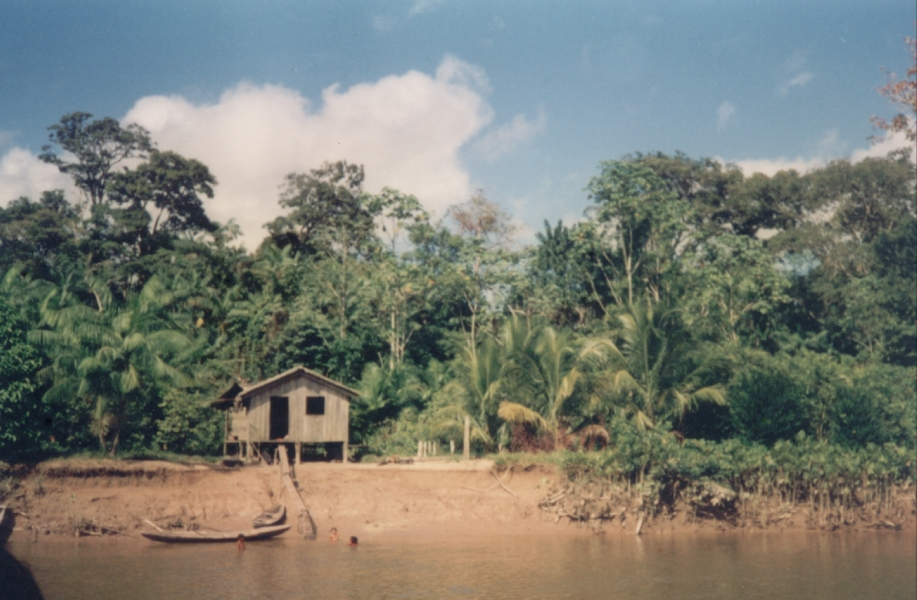
La ocupación y colonización de la Amazonia se dio con lentitud debido a la densa vegetación. En la foto, casa de caboclo en la orilla del río.

Maranhão se convirtió en el «Estado del Gran Pará y Maranhão» en 1737 y su sede se trasladó de São Luís a Belém do Pará; el Tratado de Madrid de 1750 confirmó la posesión portuguesa de la zona. Para estudiar y demarcar los límites, el gobernador del Estado, Francisco Xavier de Mendonça Furtado, instituyó una comisión con base en Mariuá en 1754. En 1755 la Capitanía de San José de Río Negro fue creada en la Amazonia subordinada a la del Gran Pará. Los límites de entonces eran muy diferentes a las actuales líneas rectas: el Amazonas incluía Roraima, parte de Acre y una porción de lo que hoy es Mato Grosso. El gobierno colonial concedió privilegios y libertades para quienes estuvieran dispuestos a emigrar a la región, como la exención de impuestos durante 16 años consecutivos. En el mismo año, la Compañía General de Comercio del Gran Pará y Maranhão fue creada para estimular la economía local. En 1757 se posesionó el primer gobernador de la capitanía, Joaquim de Melo y Póvoas, y recibió del Marqués de Pombal la orden de desalojar a todos los jesuitas (acusados de ir contra la metrópoli y no enseñarle a los indígenas el idioma portugués).
En 1772, la capitanía fue renombrada «Gran Pará y Río Negro», y fue desmembrado el Maranhão. Con la mudanza de la familia real portuguesa al Brasil, se permitió la instalación de fábricas y manufacturas y la Amazonia comenzó a producir algodón, cordeles, tortuga, velas, cerámica y mantequilla. Los gobernadores que trabajaron más para el desarrollo económico de la región fueron Manuel da Gama Lobo d'Almada y João Pereira Caldas. En 1821, Grantham y Río Negro se unificaron para convertirse en la provincia del Gran Pará. Al año siguiente, Brasil proclamó su independencia.

### Creación de la provincia

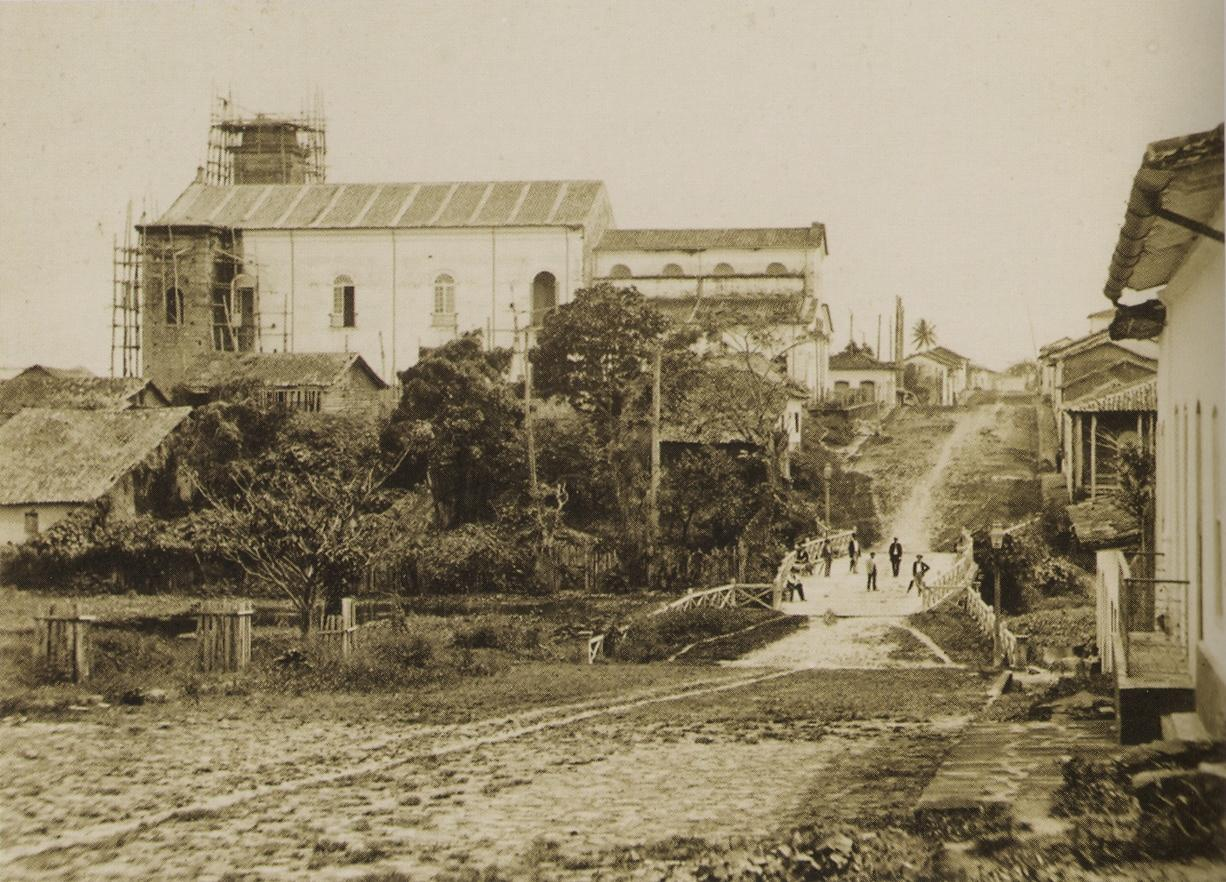
Foto de Manaos, capital de la provincia en 1865.

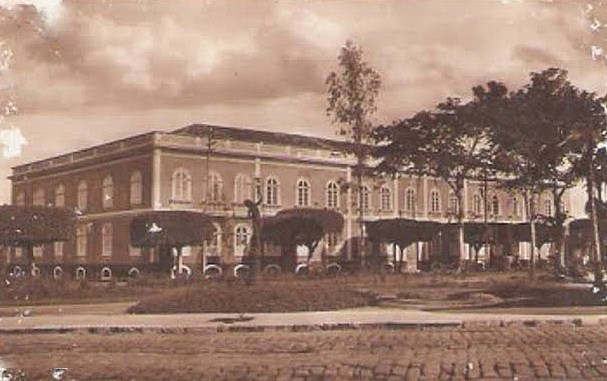
Foto del Palacete Provincial en Manaos, residencia de los presidentes de la provincia.

A mediados del siglo XIX se fundaron los primeros núcleos que dieron lugar a las actuales ciudades de Borba, Itacoatiara, Parintins, Manacapuru e Careiro. La capital fue situada en Mariuá (entre 1755-1791 y 1799-1808), y en São José da Barra do Rio Negro (1791-1799 y 1808-1821). Una revuelta en 1832 exigió la autonomía de la Amazonia como una provincia separada de la de Pará. La rebelión fue sofocada, sin embargo los amazonenses fueron capaces de enviar un representante a la corte imperial, Fray José dos Santos Inocentes, que obtuvo la creación de la comarca del Alto Amazonas. Con la revolución Cabanagem entre 1835 y 1840, el Amazonas se mantuvo fiel al gobierno imperial y no se unió a la revuelta. Como recompensa, Amazonas se convirtió en una provincia autónoma en 1850, confirmada por la Ley n.º 582 del 5 de septiembre de 1852, separada definitivamente de la de Pará. Con la autonomía, la capital volvió a este último, el nombre de Manaos en 1856.

### República y disolución
La provincia de Amazonas se anticipó en cuatro años a la abolición de la esclavitud, decretando su final el 10 de julio de 1884 (aunque había pocos esclavos). La provincia se convirtió en el estado de Amazonas con la proclamación de la República el 15 de noviembre de 1889. El teniente Ximeno Villerroy fue nombrado administrador temporal del gobierno federal. La política sufrió sucesivas crisis, con disputas patrocinados por las compañías de caucho, y señores de la guerra locales surgió como Eduardo Ribeiro (modernizador de Manaos) y Guerrero Antoni. En 1910, fue depuesto el gobernador Clemente Ribeiro Bittencourt.